# 사능초등학교
사능초등학교는 대한민국 경기도 남양주시에 있는 공립 초등학교이다.

## 학교 연혁
- 2003.12. 사능초등학교 공사 발주 설립 인가(11학급)
- 2004.08.30 5층 콘크리트 라면조 준공
- 2005.08.30 일반교실 36실, 특별교실 16실, 관리실 18실
- 2005.09.01 진건초등학교에서 분리 개교
- 2005.09.01 제1대 오우진 교장 부임
- 2005.09.01 14학급 편성
- 2006.03.01 사능 병설유치원 2개반 인가
- 2007.03.01 17학급, 특수학급 1학급 신설
- 2008.03.01 제2대 김기수교장 취임
- 2009.09.01 제3대 이기충교장 취임
- 2011.03.01 제4대 홍경섭 교장 취임
- 2013.03.01 구리남양주교육지원청부설 과학지원센터 및 영재학급개원
- 2014.09.01 제5대 장기장교장 취임
- 2015.02.13 제9회 졸업식 63명 졸업(총 졸업생 수 702명)
- 2015.03.01 12학급(특수1) 편성(학생 수 246명), 병설유치원 2학급